# Zimbabwea
Zimbabwea is een geslacht van rechtvleugeligen uit de familie veldsprinkhanen (Acrididae). De wetenschappelijke naam van dit geslacht is voor het eerst geldig gepubliceerd in 1949 door Miller.

## Soorten
Het geslacht Zimbabwea  is monotypisch en omvat slechts de volgende soort:
- Zimbabwea saxicola (Miller, 1949)